# ケラトヒアリン
ケラトヒアリン(Keratohyalin)は、上皮の顆粒層に見られるタンパク質構造であり、ケラチン化に関わっている。胸腺の胸腺小体でも見られる。
ヘマトキシリン・エオジン染色断面では、ケラチン化した口腔粘膜上皮細胞の細胞質中で、濃く染まった大きな顆粒として見られる。
ケラトヒアリンとケラチンの中間体はエレイディンと言い、厚い皮膚の透明層（淡明層）に存在する。
顆粒層では、ケラトヒアリンは、細胞の脱水やケラチン繊維の集合と架橋を促進する密度の高い細胞質顆粒を形成する。その後、細胞核やその他の細胞小器官は崩壊して細胞は死ぬ。さらに脱水が進むと、ケラチン繊維の周りをケラトヒアリンが取り囲み、固く連結した細胞の層が形成される。